# Pelouses et bois neutrocalcicoles de la cuesta sud du Boulonnais
Pelouses et bois neutrocalcicoles de la cuesta sud du Boulonnais este o arie protejată (sit de importanță comunitară — SCI) din Franța întinsă pe o suprafață de 420 ha, integral pe uscat.

## Localizare
Centrul sitului Pelouses et bois neutrocalcicoles de la cuesta sud du Boulonnais este situat la coordonatele 50°38′36″N 1°48′25″E / 50.64333°N 1.80694°E.

## Înființare
Situl Pelouses et bois neutrocalcicoles de la cuesta sud du Boulonnais a fost declarat arie specială de conservare în baza directivei 92/43 din 1992 referitoare la conservarea habitatelor naturale și a faunei și florei sălbatice pentru a proteja 1 specie de animale.

## Biodiversitate
Situată în ecoregiunea atlantică, aria protejată conține 8 habitate naturale: Formațiuni de Juniperus communis pe lande sau pajiști calcaroase, Pajiști uscate seminaturale și facies de acoperire cu tufișuri pe substraturi calcaroase (Festuco-Brometalia) (* situri importante pentru orhidee), Fânețe de joasă altitudine (Alopecurus pratensis, Sanguisorba officinalis), Izvoare petrifiante cu formare de travertin (Cratoneurion), Păduri de fag Asperulo-Fagetum, Liziere de ierburi înalte hidrofile de câmpie și de nivel montan până la alpin, Păduri pe pante, grohotișuri și ravene de Tilio-Acerion, Păduri aluvionare cu Alnus glutinosa și Fraxinus excelsior (Alno-Padion, Alnion incanae, Salicion albae).
La baza desemnării sitului se află o specie protejată de  nevertebrate: fluturele auriu (Euphydryas aurinia).
Pe lângă speciile protejate, pe teritoriul sitului au mai fost identificate 28 de specii de plante.